# Guerre d'indépendance du Venezuela
Guerres d'indépendance en Amérique du Sud
Batailles
m
Junte suprême de Caracas (1810-1811)
- Révolution du 19 avril 1810
- Coro
- Acte d'indépendance (es)

Première République (1811-1813)
- Valencia
- Guyane (1re)
- Monteverde
- Orient (1re)
- Admirable

Deuxième République (1813-1817)
- Occident (1re)
- Barinas
- Valles de Aragua y del Tuy
- Orient (2e) (es)
- Occident (2e)
- Los Cayos
- Barcelona

Troisième République (1817-1819)
- Guyane (2e)
- Margarita
- Centre
- Apure
- Nouvelle-Grenade

Grande Colombie (1819-1823)
- Armistice
- Carabobo
- Occident (3e) (es)
- Lac Maracaibo
- Puerto Cabello

La guerre d'indépendance du Venezuela fut livrée de 1810 à 1823 par les forces indépendantistes vénézuéliennes contre la couronne d'Espagne afin d'obtenir l'indépendance du pays. La guerre d'indépendance scella définitivement l'indépendance du Venezuela vis-à-vis du royaume d'Espagne et eut de grandes répercussions sur les autres mouvements indépendantistes d'Amérique du Sud.

## Déroulement
La guerre d'indépendance du Venezuela fut peut-être la plus disputée des guerres d'indépendance en Amérique du Sud. Le pays passa plusieurs fois des mains des royalistes à celles des indépendantistes, les batailles se livrèrent sur tout le territoire vénézuélien, et des atrocités furent commises par les deux belligérants. Dans les premières années du conflit, la cause royaliste put compter sur un large soutien populaire, provoqué par la haine des classes inférieures envers la domination des mantuanos (es) (nom donné à Caracas, dès le début du XVIIe siècle, aux aristocrates de race blanche, descendants des conquistadors espagnols).
Entre 1810 et 1823, en 13 ans, le pays ne connut qu'une seule période (de cinq mois) de paix généralisée, consécutive à la signature du traité d'armistice et de régularisation de la guerre en 1820.

## Campagnes et batailles
La guerre d'indépendance du Venezuela peut être divisée selon les différentes campagnes et batailles suivantes.

### Campagne de Coro (1811)
Une fois la Junte Suprême de Caracas installée au pouvoir, les provinces de Coro et de Maracaibo, à l'ouest du pays, refusèrent de reconnaître son autorité. Francisco Rodríguez del Toro (es) (connu comme le « Marquis del Toro », dont il est le quatrième du nom) est nommé général en chef de l'armée républicaine. Il organise une force expéditionnaire de 3 000 hommes et part pour la province de Coro par la route de Caracas-Valles de Aragua-Barquisimeto-Carora-Urumaco-Coro. Les forces du marquis del Toro livrent bataille à Aribanache et à Guedequis, entre autres. L'expédition rentre en 1811 à Caracas sans avoir réussi à pacifier la région.

### Campagne de Valencia (1811)

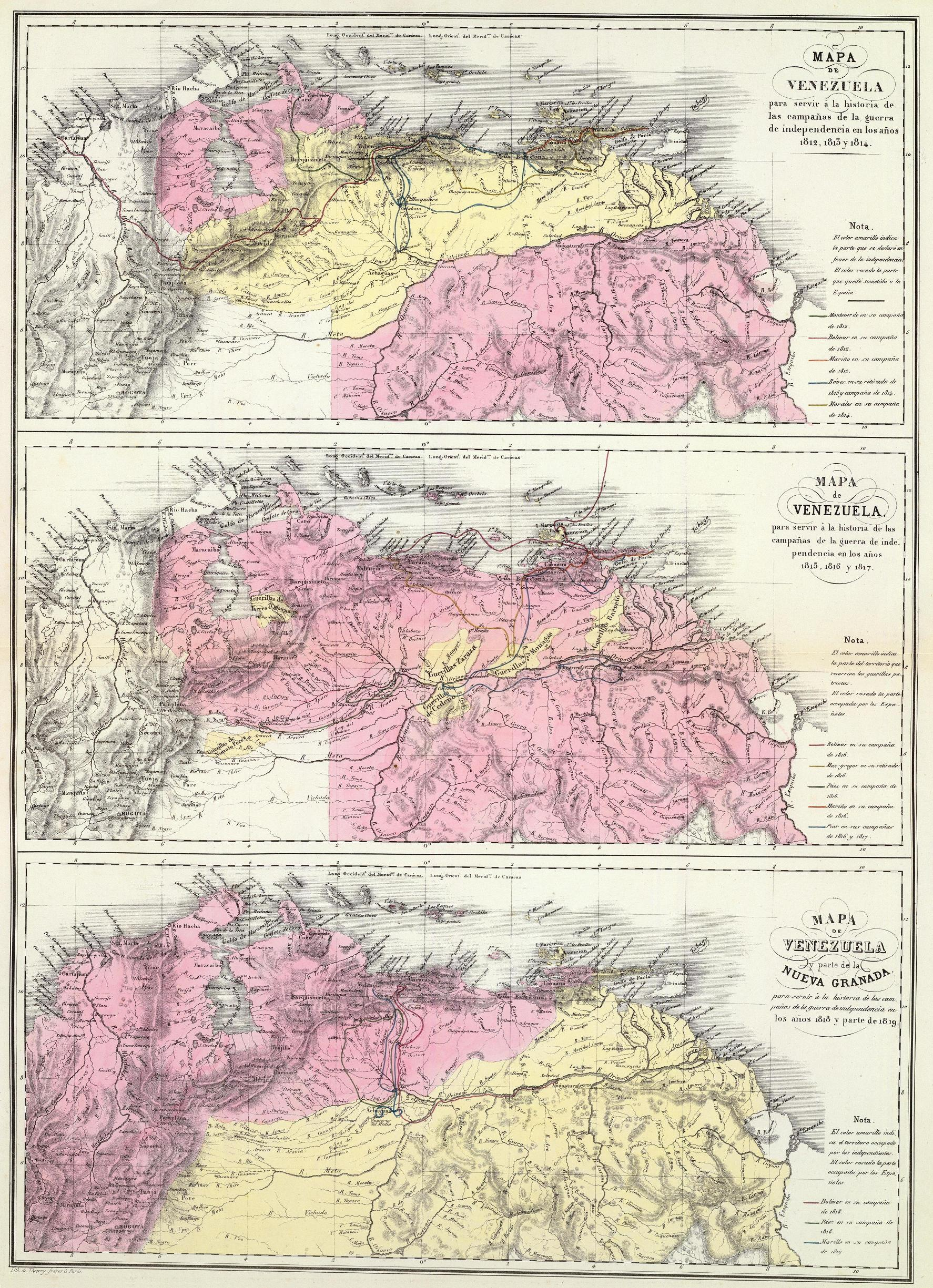
Campagnes indépendantistes au Venezuela entre 1813 et 1819

La ville de Valencia venait à peine d'apprendre la déclaration d'indépendance, proclamée le 5 juillet 1811 à Caracas, que les habitants prirent les armes et prirent le contrôle des quartiers. Le gouvernement du Venezuela envoya une expédition commandée par le marquis del Toro, mais celle-ci fut immobilisée à Mariara où elle rencontra une vive résistance. Francisco de Miranda succéda au Marquis del Toro comme chef de l'expédition. Miranda progressa dans les alentours du lac de Valencia, et parvint à la ville de Valencia après plusieurs combats et accrochages. Fortement défendue, la ville résista à plusieurs assauts, avant de capituler finalement le 13 août 1811.

### Campagne de Guyane (1811-1812)
La province de Guyane, de même que la province de Coro, refusa de reconnaître l'autorité de la nouvelle Junte Suprême des républicains. Caracas, avec l'aide de toutes les autres provinces, envoya une armée de 2 000 hommes pour prendre la Guyane par la force et disperser les royalistes qui la défendaient. Après plusieurs succès navals républicains, et avoir posé le siège devant Angostura, la destruction de la flotte républicaine à la bataille de Sorondo contraignit les républicains à repasser l'Orénoque et à mettre fin à leur campagne.

### Campagne de Monteverde (1812)
En 1811 Francisco de Miranda tenait tous les ports du Venezuela, ce qui empêchait les Espagnols de recevoir des renforts, ainsi que vivres, vêtements, armes et munitions. La victoire était donc effectivement à sa portée dès ce moment. Selon l'encyclopédie Américaine de 1865, c'est alors qu'il confie a Simon Bolivar la gouvernance du fort de San Félipe et du port de Puerto Cabello qui servaient à la fois de dépôt et de centre de détention des prisonniers espagnols. Négligeant les habituelles mesures de sécurité à la tombée de la nuit Simon Bolivar et ses principaux officiers s'absentent pour se rendre à une noce. Les prisonniers espagnols se soulèvent et les soldats républicains finissent par abandonner la place au petit matin. Les Espagnols ont dès lors à leur disposition, en plus des armes et munitions entreposées dans l'arsenal du port, des vivres, des vêtements et surtout un port, ce qui est essentiel pour pouvoir reprendre les opérations contre les insurgés. Le capitaine royaliste Domingo Monteverde initie la reconquête espagnole du Venezuela avec le débarquement de 150 hommes dans la ville de Coro. À Coro, il grossit les rangs de son armée en enrôlant des habitants mécontents de la cause républicaine et restés fidèles au roi d'Espagne. De Coro, Monteverde marche avec 400 hommes jusqu'à Siquisique, où il s'unit aux forces royalistes de Juan de los Reyes Vargas (es) et d'Andrés Torellas. Le 7 avril 1812, il investit Barquisimeto sans rencontrer de résistance. Le 25 avril, il est déjà à San Carlos. Il affronte Miranda au passage de La Cabrera, d'où il est repoussé plusieurs fois avant de réussir finalement à passer, et à entrer dans les Valles de Aragua. Miranda se replia dans la ville de La Victoria, qu'il avait fait fortifier. Monteverde assaillit la ville à deux reprises, sans succès. Mais après la chute de Puerto Cabello aux mains des royalistes, venant s'ajouter à d'autres défaites locales, mais également à cause des désertions constantes dans son armée, Francisco de Miranda signa la capitulation de San Mateo le 25 juillet 1812.

### Campagne Admirable (1812-1813)
Après la libération de la région de Magdalena en Nouvelle-Grenade au terme de la campagne de Magdalena, Simón Bolívar s'apprête à libérer l'ouest du territoire vénézuélien (1813).

### Campagne d'Orient (1813)
Après la réunion de Chacachare, les « patriotes orientaux vénézuéliens » (natifs des territoires de l'est du Venezuela) émigrés sur l'île de la Trinité accordent à Santiago Mariño le commandement d'une offensive destinée à libérer l'est du Venezuela (actuellement, les états d'Anzoátegui, de Monagas et de Sucre). Güiria est prise le 3 janvier 1813. De là, Bermúdez (en) part pour Cumaná, et prend la ville d'Irapa sur sa route. Cerveriz essaya de reprendre Irapa mais fut repoussé. Maturín est prise par Bermúdez (en) le 2 février 1813. Monteverde échoue à récupérer les territoires orientaux. Mariño libère Cumaná le 3 août 1813, et Barcelona le 19 août.

### Opérations dans le centre et l'Ouest du Venezuela, et au sud de Caracas (1813)
Le point culminant de la Campagne Admirable fut l'entrée triomphante dans Caracas. Peu après, Bolivar doit relancer des opérations contre les royalistes, dont la réaction se fit sentir partout dans le pays. Il envoya le colonel Tomás Montilla (es) aux champs de Calabozo, menacés par Boves, et le colonel Vicente Campo Elías (es) dans les Valles del Tuy (en), pour pacifier la région, agitée par une rébellion.
Boves stoppe l'avancée de Montilla à Santa Catalina, l'obligeant même à se replier sur Caracas, laissant libre la route pour Calabozo ; Boves y entre sans rencontrer de résistance. Dans les Valles del Tuy, Campo Elías arrive à Ocamure del Tuy le 26 août 1813, pacifie rapidement la région, et rentre à Caracas. Dans la capitale, il reçoit l'ordre de se diriger sur les champs de Calabozo pour appuyer Montilla, ce qui provoqua la déroute de Boves à Los Mosquiteros, le 14 octobre 1813.
Simón Bolívar prend la route de Valencia avec les hommes d'Urdaneta ; il rassemble ses troupes et les divise en trois colonnes. Il envoie la première, commandée par García de Serna, à Barquisimeto, contre l'indien Reyes Vargas. La deuxième, commandée par Atanasio Girardot, à Puerto Cabello par la route d'Aguas Calientes. Et la troisième, commandée par Rafael Urdaneta, également à Puerto Cabello, mais par la route de San Esteban. García de Serna défait Reyes Vargas à Cerritos Blancos, pendant qu'à Puerto Cabello Urdaneta et Girardot prennent les forteresses de la Haute-Vigie et de la Basse-Vigie, ainsi que le village extérieur.
Monteverde reçoit des renforts et lance une offensive sur Valencia. Bolivar l'attend à Naguanagua et met en déroute les forces royalistes à la bataille de Bárbula, le 30 septembre. Monteverde est de nouveau défait à la bataille de Trincheras le 3 octobre 1813 ; il se replie vers Puerto Cabello, tandis que Bolivar, après avoir envoyé Urdaneta contre Coro, rentre à Caracas.

### Nouvelles opérations de Bolivar dans l'ouest (1813)
Le général José Ceballos quitta Coro le 23 septembre 1813 ; grâce aux renforts reçus en cours de route, ses troupes s'élevaient 1 300 hommes. Cette manœuvre prit de court l'offensive ordonnée par Bolivar à Urdaneta, lequel se trouvait alors à Galemotal, attendant des renforts. Bolivar arriva dans la nuit du 6 au 7 novembre avec un bataillon et deux compagnies.
Ceballos attaqua Barquisimeto avec succès le 10 novembre, pendant que le colonel Salomón quitta Puerto Cabello et se dirigea vers Valencia par la route de Vigirima-Guacara. Mais après une longue bataille, les 23, 24 et 25 septembre 1813, Salomón fut finalement repoussé, et il rentra à Puerto Cabello. Cette victoire laissa assez de liberté à Bolivar pour se déplacer jusqu'à San Carlos, où il rassembla des troupes et les organisa en quatre divisions.
À la tête de 5 000 hommes, Bolivar marcha sur Araure, où se trouvaient es:José Ceballos et Yañez de Apure. Il les défit à la bataille d'Araure (en), les obligeant à fuir, après quoi il rentra à Caracas.

### Campagne de Barinas (1814)
Après la victoire d'Araure, Urdaneta laissa Garcia de Sena responsable de la région de Guanare et de Barinas, et continua à marcher jusqu'à Barquisimeto, en direction de Coro, afin de pacifier la province. Le 15 janvier 1814, il bat l'indien Reyes Vargas après un court combat, mais doit revenir à Barinas pour secourir Garcia de Sena, assiégé dans par les troupes de Yañez et des frères Puy et Remigio Ramos. Urdaneta n'arriva pas à temps, et Garcia de Sena dut évacuer la place. Barinas perdue, Urdaneta se dirigea vers Ospino. Il fait fortifier la ville et nomme José María Rodríguez commandant, avant de poursuivre jusqu'à Barquisimeto chercher des renforts. De Barquisimeto, il envoya le " bataillon Valencia", qui arriva à Ospino le 2 février 1814, alors qu'elle était assiégée par Yañez. Le bataillon engagea immédiatement le combat, au cours duquel Yañez fut tué et les royalistes vaincus.

### Opération de Vincente Campo Elías face à l'offensive de José Tomás Boves; pendant que Bolivar défait José Ceballos à Araure (1813-1814)
Le 5 décembre 1813, Boves marche sur Calabozo et défait le colonel Pedro Aldao le 8 décembre, pendant le siège de San Marcos (es). Les républicains se replièrent à Flores[Où ?]. Campo Elías (es) se trouvait alors à San Juan de Los Morros, avec 1 500 fantassins, 300 cavaliers et 2 pièces d'artillerie. Prévenu de la progression de Boves, il se replie dans les gorges de La Puerta, dans les alentours de San Juan de Los Morros. Il attaque les troupes de Boves le 3 février 1814, mais il est battu et est obligé de fuir, avec les restes de son armée, à La Cabrera.

### Nouvelle offensive de José Tomás Boves dans les Valles del Tuy et d'Aragua; réactions républicaines (1814)
José Tomás Boves, qui n'a plus d'opposants après sa victoire à la bataille de La Puerta le 3 février 1814, organise ses troupes en trois colonnes : la première (Francisco Tomas Morales) marcherait sur Caracas par La Victoria. La deuxième (Francisco Rosete) marcherait également sur Caracas, mais par les Valles del Tuy (es). La troisième, sous son commandement, resterait en réserve à Villa de Cura.
À Caracas, le général José Félix Ribas mobilise 1 500 hommes pour organiser la défense de La Victoria. Le 12 février 1814, il reçoit l'attaque de la colonne de Morales, laquelle est repoussée et presque détruite par les républicains. Ribas rentre alors à Caracas, puis repart immédiatement pour les Valles del Tuy (es), où il défait la colonne de Rosete après les combats de Charallave (20 février) et d'Ocumare (20 mars). Pendant ce temps, Bolivar réussit à repousser Boves au terme des combats de San Mateo (es) (28 février et 25 mars).

### Opérations d'Orient
Après la victoire royaliste de 1811 et la chute de la Première République du Venezuela, de nombreux patriotes vénézuéliens émigrèrent aux Antilles. Plusieurs patriotes orientaux émigrèrent sur l'île de la Trinité, d'où ils planifièrent une offensive continentale avec pour objectif la libération des territoires orientaux du Venezuela.

### Expédition de Los Cayos
La flotte commandée par Bolívar quitte le port de Los Cayos de San Luis, dans la partie sud-ouest d'Haïti, et après une halte de trois jours sur l'île Beata à la frontière entre Haïti et Saint-Domingue, poursuit son voyage dans les premiers jours d'avril 1816 le long la côte sud de l'actuelle République dominicaine. Le 19 avril 1816, elle arrive à l'île de Vieques, au large des côtes de Porto Rico, ce qui est célébré par des salves d'artillerie. Le 25 avril, la flotte arrive en vue de la petite île néerlandaise de Saba, d'où elle se dirige vers l'île de Margarita, livrant en chemin, le 2 mai, à la hauteur de l'archipel de Los Frailes, la bataille de Los Frailes dont l'escadron de Luis Brión sort victorieux et capture le brigantin espagnol El Intrépido et la goélette Rita.
Le 3 mai 1816, l'expédition touche le sol vénézuélien sur l'île de Margarita, où le 7 du même mois une réunion, dirigée par le général Juan Bautista Arismendi, confirme les pouvoirs spéciaux conférés à Bolivar à Los Cayos. À la suite de cette approbation, les forces expéditionnaires rejoignent Carúpano, où elles débarquent et proclament l'abolition de l'esclavage. La flotte repart et suit la côte jusqu'à Ocumare de la Costa, où les forces débarquent et vont jusqu'à Maracay mais, harcelées par Francisco Tomás Morales (es), doivent se retirer en laissant une partie du matériel sur la plage et la moitié des soldats qui, sous les ordres de Gregor MacGregor, entreprennent une retraite par la terre à travers les vallées du río Aragua jusqu'à l'est, mouvement connu sous le nom de Retirada de los Seiscientos (es) (en français : retraite des six cents).
Malgré les revers subis par l'expédition et le Libertador lui-même à Ocumare, l'importance historique de l'expédition de Los Cayos est qu'elle a permis à Santiago Mariño, Manuel Piar et plus tard José Francisco Bermúdez de procéder à la libération de l'est du Venezuela et à Gregor MacGregor, Carlos Soublette et d'autres chefs patriotes de s'implanter définitivement sur le continent pour ouvrir la voie à la victoire finale de la République sur les Espagnols.

### Campagne de Guyane
La campagne de 1817 fut un grand succès pour les patriotes qui, après plusieurs batailles, réussirent à chasser tous les royalistes de la région.
La campagne de Guyane fut l'un des faits les plus transcendantaux des guerres d'indépendance en Amérique du Sud. Les patriotes s'assurèrent ainsi le contrôle d'une région riche en ressources naturelles et en voies de communication, et qui servit donc de base pour le lancement d'autres campagnes vers le reste du pays. Grâce aux pierres précieuses notamment, et à l'ouverture du territoire guyanais sur la mer des Caraïbes, les patriotes purent se procurer de l'armement et rétablir le contact avec l'Apure, dont José Antonio Páez contrôlait les Llaneros (cavaliers et éleveurs de bétail dans les plaines de Colombie et du Venezuela et dont la participation aux guerres d'indépendance en Amérique du Sud fut essentielle).

### Campagne du Centre
Bolívar commence de rassembler ses troupes à la fin de l'année 1817, mais la déroute de Pedro Zaraza (es) à La Hogaza contraint le Libertador à suspendre ses opérations.
Au début de 1818, Bolívar fait route avec son armée jusqu'à l'Apure, en suivant le cours de l'Orénoque. À son arrivée, il rencontre le général José Antonio Páez, chef des patriotes de l'Apure, dans l'hacienda Cañafistola. Grossie par les troupes irrégulières (formées par les Llaneros : cavaliers et paysans cultivateurs de grenade dans les plaines de Colombie et du Venezuela), l'armée de Bolívar compte alors 4 300 hommes, d'infanterie et de cavalerie.
Après la traversée du río Apure, Bolívar progresse jusqu'à Calabozo, où les patriotes obtiennent une grande victoire sur les Espagnols le 12 février. Bolívar poursuit Morillo dans les vallées de l'Aragua, et parvint à La Victoria.
Mais la retraite de Paez vers San Fernando et l'union des troupes de Morillo et de Calzada fait pencher la balance en faveur des Espagnols, qui contre-attaquent à la Bataille de La Puerta et poursuivent Bolívar jusque dans l'Apure.

### Campagne de l'Apure
Le revers subi par Bolívar encourage Morillo à maintenir la pression et à attaquer les républicains dans leur base arrière des llanos de l'Apure. Cette offensive est appelée la campagne d'Apure.
La campagne débute par l'offensive de Pablo Morillo dans la région du río Apure par laquelle il espère détruire l'importante base des patriotes. Face à la poussée de Morillo les patriotes battent en retraite derrière le Río Arauca d'abord, puis l'Orénoque et s’arrête à Cunaviche.
Les espagnols vainquent les vénézuéliens durant la bataille de La Gamarra, mais après la victoire républicaine lors de la bataille de Las Queseras del Medio Morillo doit se replier, poursuivi par Bolívar. Morillo se retire dans sa base de Calabozo pour passer la saison des pluies.
La campagne d'Apure est un échec tactique pour les espagnols car non seulement les républicains ne sont pas vaincus, mais tandis que Morillo se retire à Calabozo, pensant que la saison des pluies empêchera tout mouvement de Bolívar, celui-ci décide de porter la guerre en Nouvelle-Grenade.

### Campagne de Carabobo
À la suite de la rupture de l'armistice entre patriotes et royalistes, Bolivar a rassemblé une armée de 6 500 hommes et est entré au Venezuela au mois d'avril 1821. Les royalistes occupent la route menant de Valencia à Puerto Cabello. Alors que son armée approche des lignes royalistes, Bolivar, constatant que l'ennemi occupe une très forte position défensive, divise ses forces et en envoie la moitié dans une manœuvre de contournement à travers un terrain accidenté et des feuillages denses. Apprenant cela, le général espagnol Miguel de la Torre divise également ses forces en deux pour parer à cette attaque de flanc. Accueillant les patriotes par un feu nourri, les royalistes soutiennent l'attaque pendant un moment et l'infanterie vénézuelienne commence à battre en retraite mais la Légion britannique de Bolivar réussit à prendre les collines au terme d'un dur combat (les volontaires britanniques représenteront à l'issue de la bataille la moitié des pertes de l'armée de Bolivar). Les patriotes brisent ainsi les lignes royalistes et marchent ensuite sur l'arrière du reste des troupes espagnoles. L'infanterie royaliste forme des carrés pour soutenir l'assaut de la cavalerie adverse mais la déroute est si totale que seuls 400 fantassins réussissent finalement à s'enfuir et à atteindre Puerto Cabello. Quant à la cavalerie royaliste, la grande majorité a pris la fuite quand les patriotes ont percé les lignes espagnoles sur leur flanc et pris à revers ce qui restait de l'armée espagnole.
La principale armée royaliste du Venezuela ayant été écrasée, l'indépendance du pays est assurée. Elle est plus tard définitivement acquise par la victoire navale du lac Maracaibo, le 24 juillet 1823, et, au mois de novembre de la même année, José Antonio Páez occupe Puerto Cabello, dernière place-forte royaliste au Venezuela.
C'est lors de la bataille de Carabobo que Nevado, le chien de race Mucuchies de Simon Bolivar, qui lui avait été donné par des villageois vénézueliens de l'État de Mérida durant la Campagne Admirable et qui ne le quittait jamais, fut tué.